# Furth bei Göttweig
Furth bei Göttweig je městys v Rakousku ve spolkové zemi Dolní Rakousy v okrese Kremže. Žije v něm 2 992 obyvatel (podle sčítání z roku 2016).

## Poloha
Furth bei Göttweig se nachází ve spolkové zemi Dolní Rakousy v regionu Mostviertel. Leží přes řeku od okresního města Kremže. Severní hranici městyse tvoří řeka Dunaj. Plocha území města činí 12,37 km2, z nichž 24,8% je zalesněných.

### Členění
Území městyse Furth bei Göttweig se skládá ze sedmi částí (v závorce uveden počet obyvatel k 1.1.2015):
- Aigen (127)
- Furth bei Göttweig (1608)
- Klein-Wien (91)
- Oberfucha (146)
- Palt (779)
- Steinaweg (209)
- Stift Göttweig (41)

## Historie
Název Furth pochází ze slova Furt, což znamená Brod. Toto místo je pojmenováno proto, že je zde snadné přebrodit říčku Fladnitz. První zmínění o obci bylo v zakládajících listinách kláštera Göttweig v roce 1138, neboť existovala již dříve, než samotný klášter. První písemná zmínka o Paltu je z roku 1309. Jeho jméno znamená tolik, co Feuchtraum (ústí Fladnitz do Dunaje). Aigen bylo založeno přibližně roku 1300, jako sídlo řemeslníků a dělníků. Část Steinaweg nebyla ještě ve starších spisech kláštera Göttweig (cca 1302) známa. Římané tyto končiny nazývali Kamenná říše (německy: Steinreich), odtud název Steinaweg. Oberfucha, založená v roce 1851, byla v držení bavorského kláštera Osterhofen. Později však byla vyměněna. Kleinwien je nejstarší částí městysu. Roku 1140 v něm byl kostel, ženský klášter, mlýn a mnoho stavení. Kolem roku 1200 byl však klášter přesunut na göttweigskou horu.

## Pozoruhodnosti
- Farní kostel sv. Wolfganga ve Furthu bei Göttweig
- Klášter Göttweig

## Partnerská města
- Česko – Domažlice
- Německo – Furth im Wald
- Francie – Ludres

## Galerie

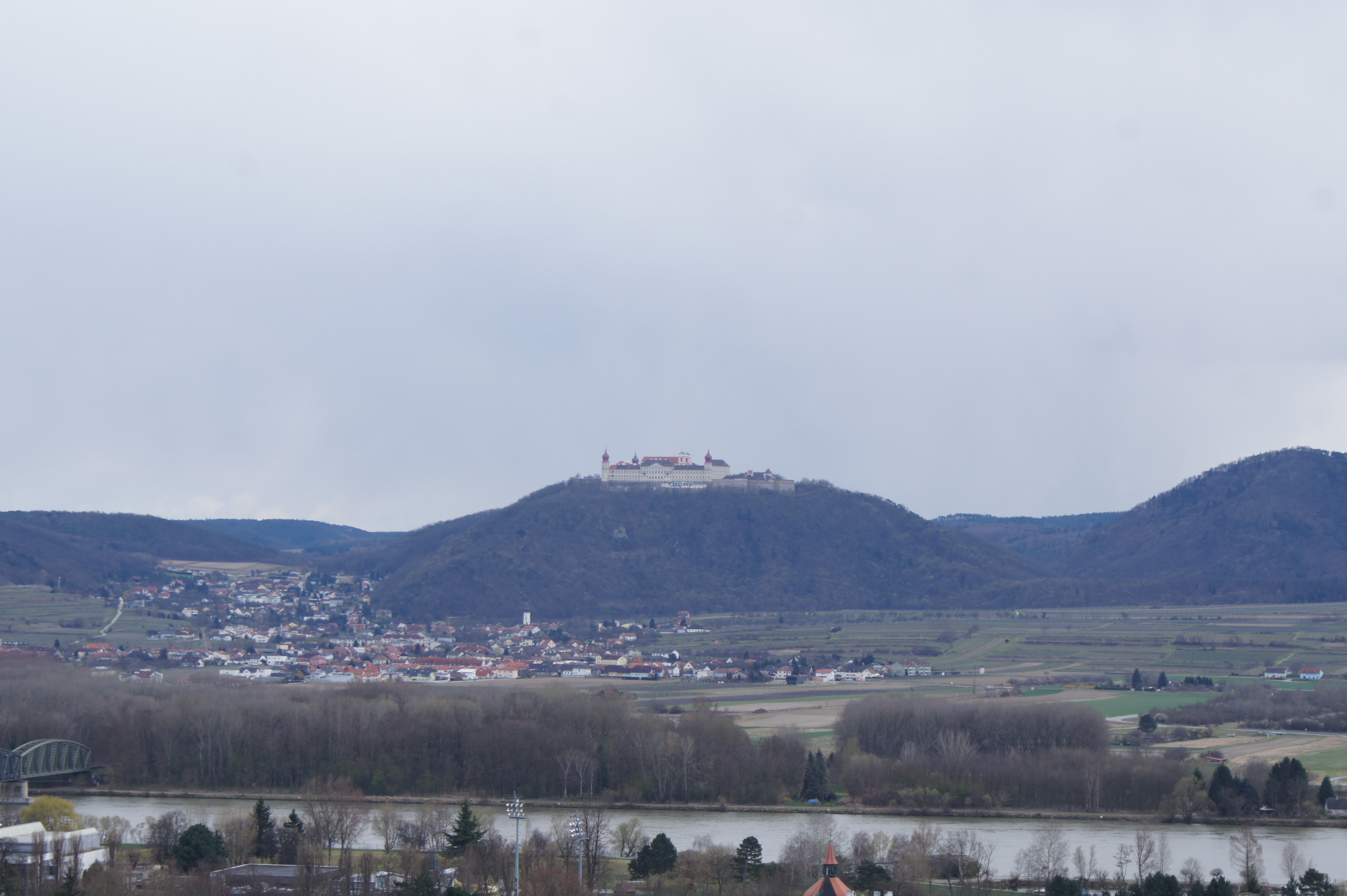
Furth bei Göttwieg s klášterem Göttweig na kopci, pohled z Kremže
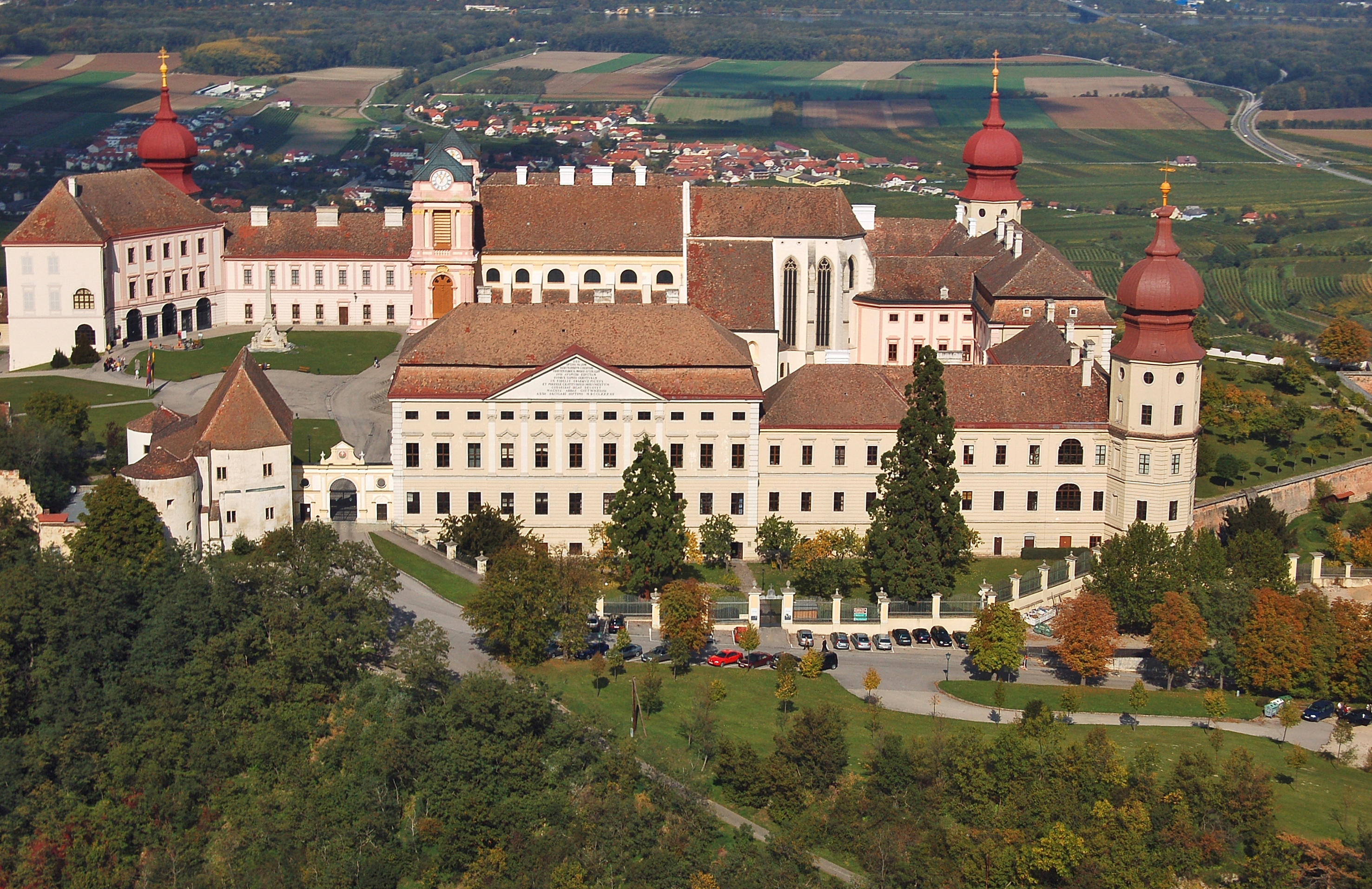
Klášter Göttweig
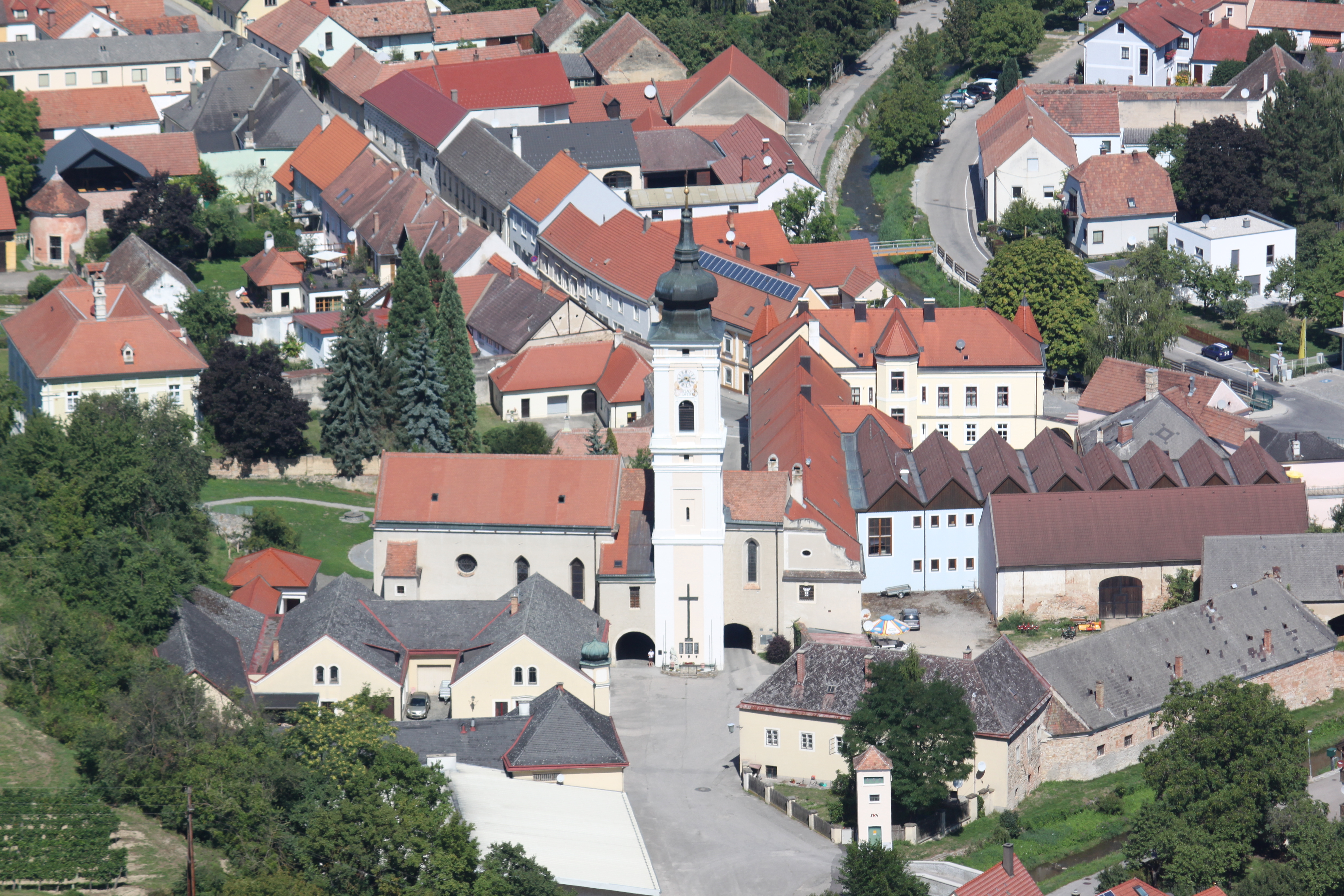
Centrum Furthu s kostelem sv. Wolfganga
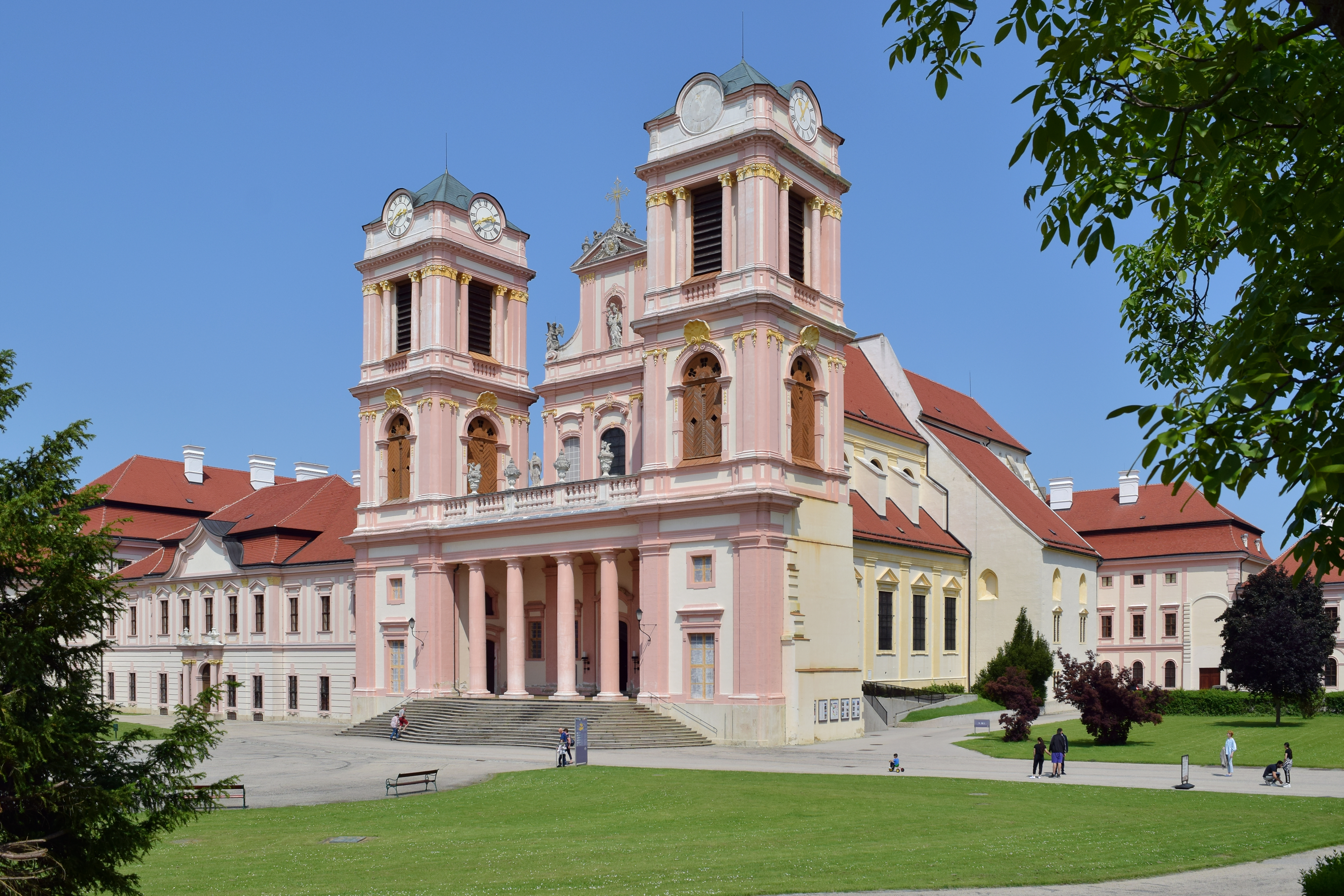
Klášterní kostel Göttweig